# Tibetaanse cultuur
Tibetaanse cultuur verwijst naar cultuur die voortkomt uit de regio Tibet, inclusief omliggende streken in het Himalayagebergte. Deze blijft sinds de jaren vijftig van de 20e eeuw ook bewaard in de Tibetaanse diaspora.
De Tibetaanse cultuur heeft zich ontwikkeld binnen de specifieke geografische en klimatologische omstandigheden van Tibet, zoals de grote hoogte, korte vegetatieperiode en lage temperatuur.
Hoewel de cultuur in Tibet invloeden heeft ondergaan van de omliggende regio's in India, China en Mongolië, heeft er zich door de afgelegenheid en ontoegankelijkheid een duidelijk onderscheiden lokale cultuur opgebouwd. Van grote invloed is de introductie van het Tibetaans boeddhisme geweest aan het eind van het 1e millennium, dat doorwerkt in de kunst, literatuur en muziek. Een andere belangrijke factor van invloed was de traditionele bönreligie. Verder is er in Tibet altijd sprake geweest van een omvangrijke nomadencultuur.

## Tibetaanse kunst

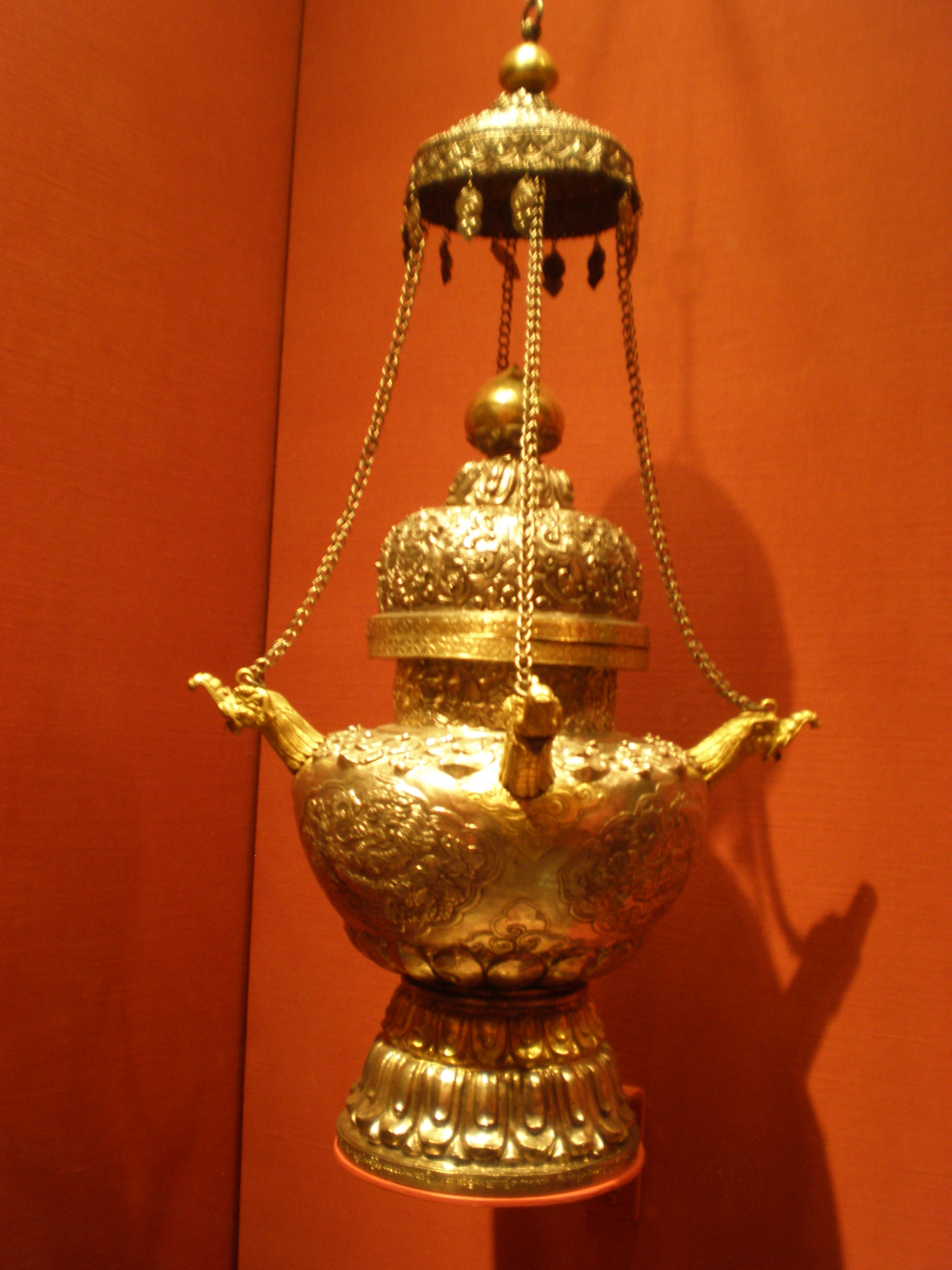
Tibetaans wierookvat

Tibetaanse kunst verwijst naar kunst uit Tibet en andere omringende voormalige koninkrijken in het Himalaya-gebergte, zoals Bhutan, Ladakh, Nepal en Sikkim.

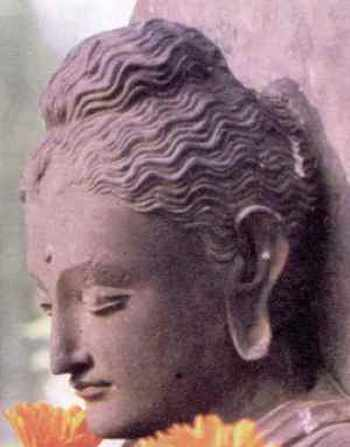
Boeddhabeeld

De veroveringen van Alexander de Grote exporteerden artistieke Griekse invloeden naar India in de 4e eeuw v.Chr.. Via India bereikten deze invloeden eveneens Tibet. Verder bestaat Tibetaanse kunst vooral uit religieuze kunst en is ze voornamelijk beïnvloed door het Tibetaans boeddhisme. Tibetaanse kunst laat zich om die reden indelen naar de invloeden van verschillende religies, zoals van het mahayana- en Vajrayana-boeddhisme en de Tibetaanse religie bön.
Toen het Mahayana-boeddhisme opkwam als een afzonderlijke school in de 4e eeuw v.Chr., legde de kunst in Tibet de nadruk op de rol van de bodhisattva's. In eerdere tijden waren de verschillende bodhisattva's al onderwerp van beeldhouwkunst. Tibetaans boeddhisme is een aftakking van het Mahayana-boeddhisme en erfde deze traditie als zodanig mee.
Het tantrisch boeddhisme wordt ook Vajrayana genoemd, vanwege algemeen gebruik van de symbolen van de vajra, de diamant of bliksemschicht die in het Tibetaans dorje heet. Het grootste deel van de Tibetaans boeddhistische kunst wordt gezien als onderdeel van de beoefening van tantra.
De inheemse sjamanistische religie van de Himalaya is bön. Bön droeg een pantheon aan beschermende goden bij aan de Tibetaanse kunst. In Tibetaanse tempels (bekend onder de naam lhakhang) komen beelden van Boeddha of Padmasambhava vaak in paren voor met standbeelden van de beschermende god van het district, die vaak boos of donker wordt voorgesteld.

### Thangka's en mandala's

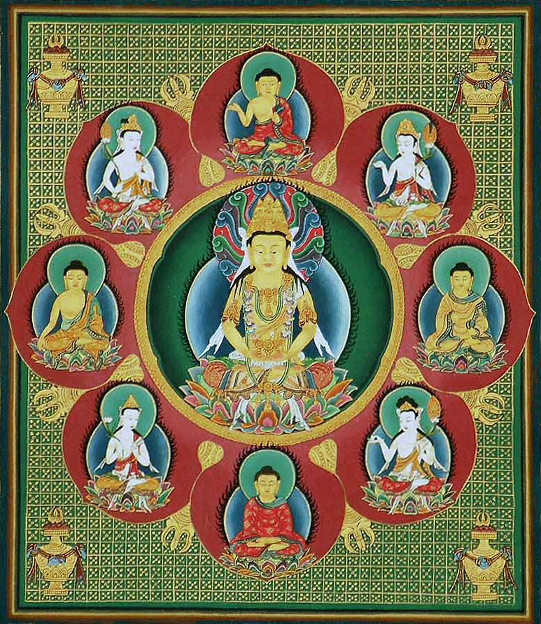
Mandala die de Vairocana-boeddha weergeeft met acht verlichte boeddha's en bodhisattva's

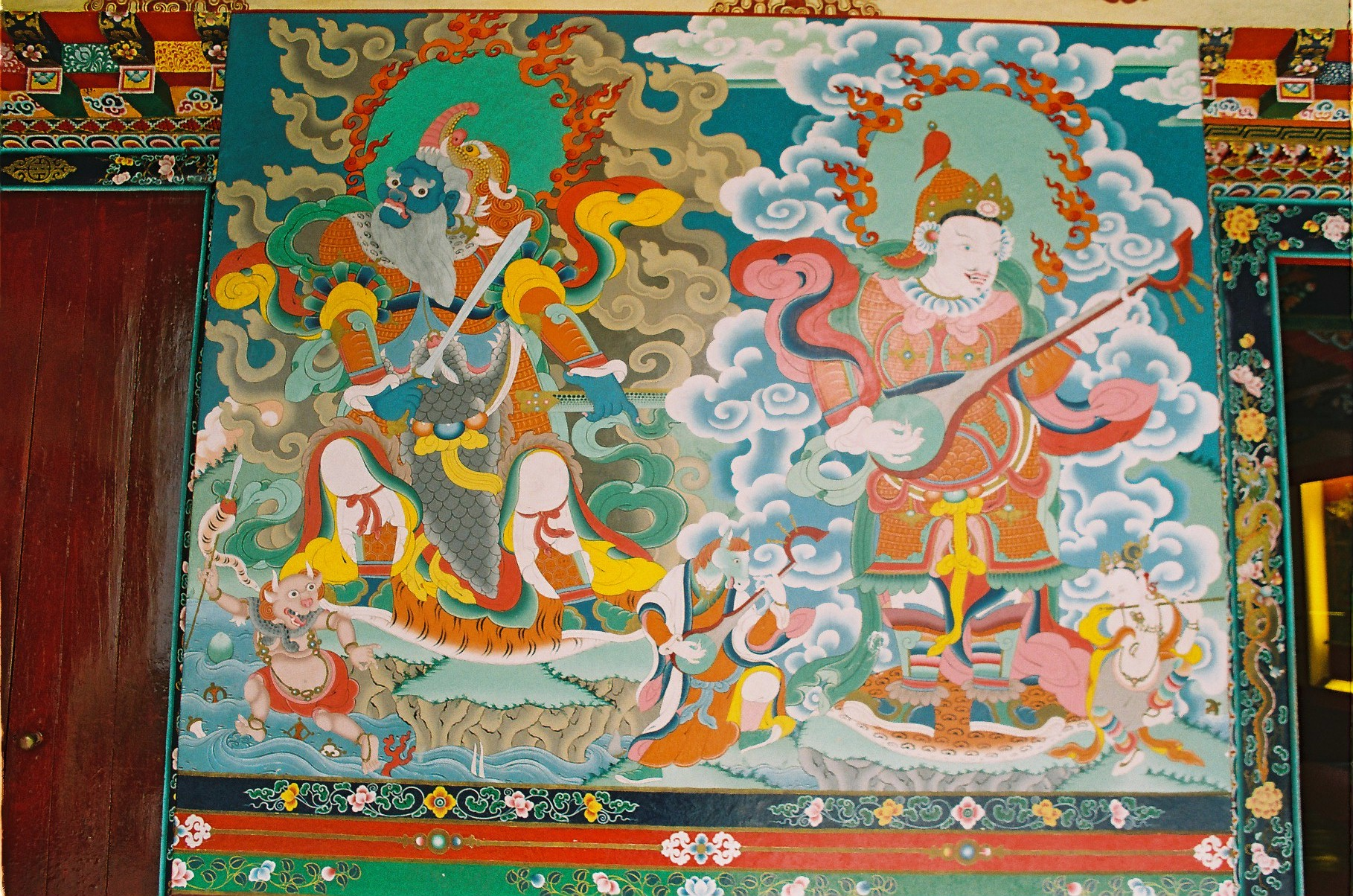
Een thangkaschildering in Sikkim

Thangka's en mandala's zijn artistieke vertoningen die deel uitmaken van het Tibetaans boeddhisme.
Een thangka is een geschilderde of geborduurde banier die oorspronkelijk in een klooster of boven een familiealtaar hing en tijdens ceremoniële processies werd gedragen door monniken. Het Tibetaanse woord thang betekent vlak en geeft weer dat een thanka een schildering is op een plat oppervlak. Deze kan opgerold worden wanneer er geen vertoning nodig is. Aanvankelijk raakte een thangkaschildering in gebruik onder reizende monniken, omdat ze gemakkelijk op te rollen en vervoerd konden worden van klooster naar klooster.
De mandala is van hindoeïstische oorsprong, maar wordt ook in het Tibetaans boeddhisme gebruikt. Het is een generieke term voor een plan, kaart of geometrisch patroon die metafysisch of symbolisch de kosmos uitbeeldt.

### Hedendaagse Tibetaanse kunst
Hedendaagse Tibetaanse kunst is een kunststroming die voornamelijk is voortgebracht door Tibetanen in ballingschap. Deze kunststroming onderscheidt zich van traditionele Tibetaanse kunst doordat de religieuze invloed minder sterk of geheel verdwenen is. Invloeden van andere kunststijlen zijn waarneembaar.

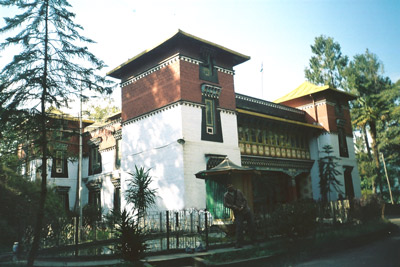
Tibetologie-instituut Namgyal

### Musea
In Lhasa bevindt zich ten zuidoosten van het Norbulingka-paleis het Tibet Museum met sinds 1999 prehistorische kunst, ondeelbare politieke geschiedenis, cultuur en kunst en volksgebruiken. In Peking opende het Museum van de Tibetaanse cultuur in 2010 zijn deuren in het gebouw van de China Tibetology Research Center nabij het Vogelneststadion.
Een ander Tibet Museum staat in het Indiase Dharamsala, waar zich veel ballingen hebben gevestigd. Dit museum werd opgericht in 1998 ter herdenking aan het verlies van veel Tibetaanse cultuur en levens, met een verzameling foto's en levensverhalen.

## Muziek
|  |
|  |

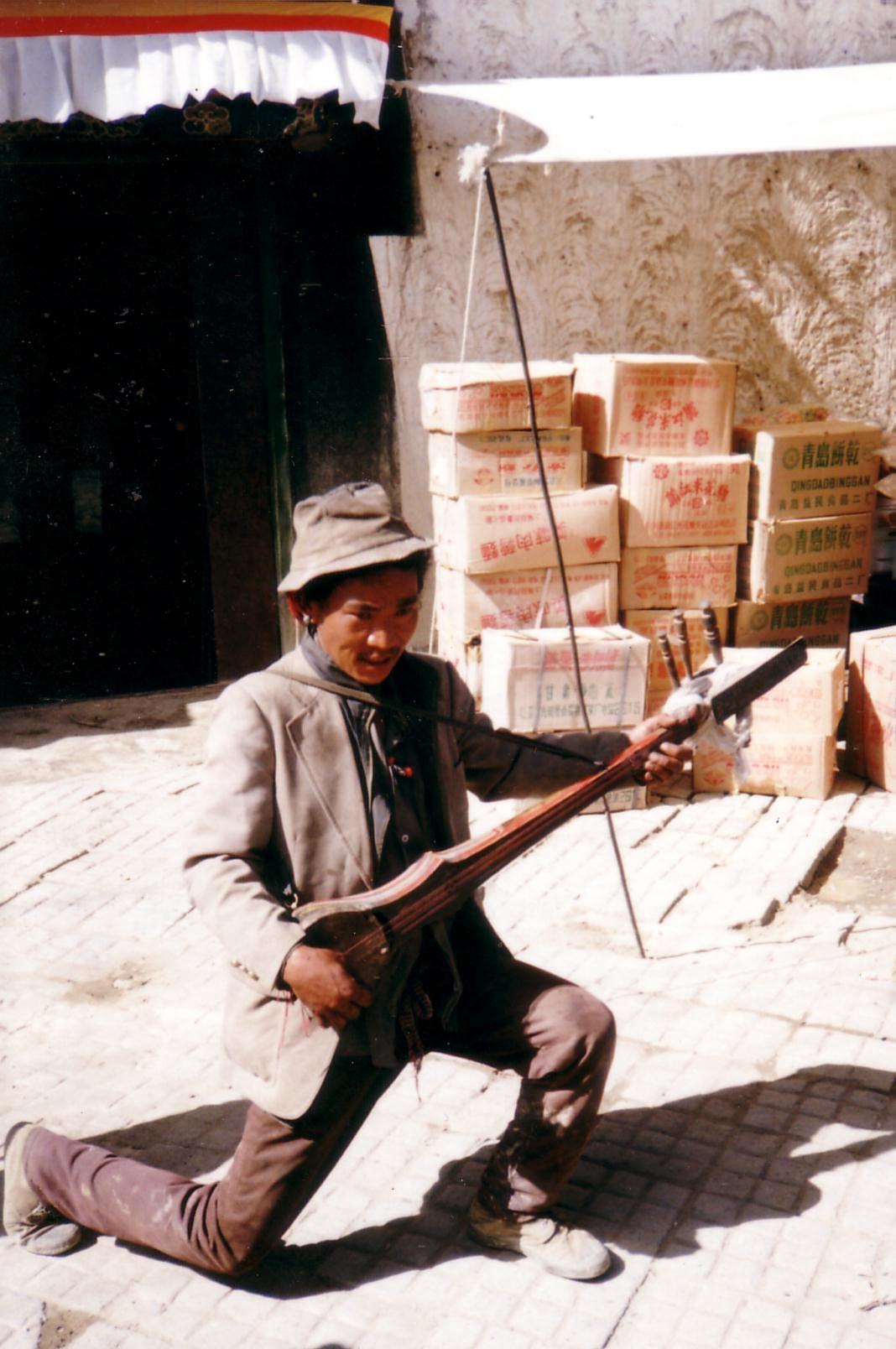
Straatmuzikant, Shigatse

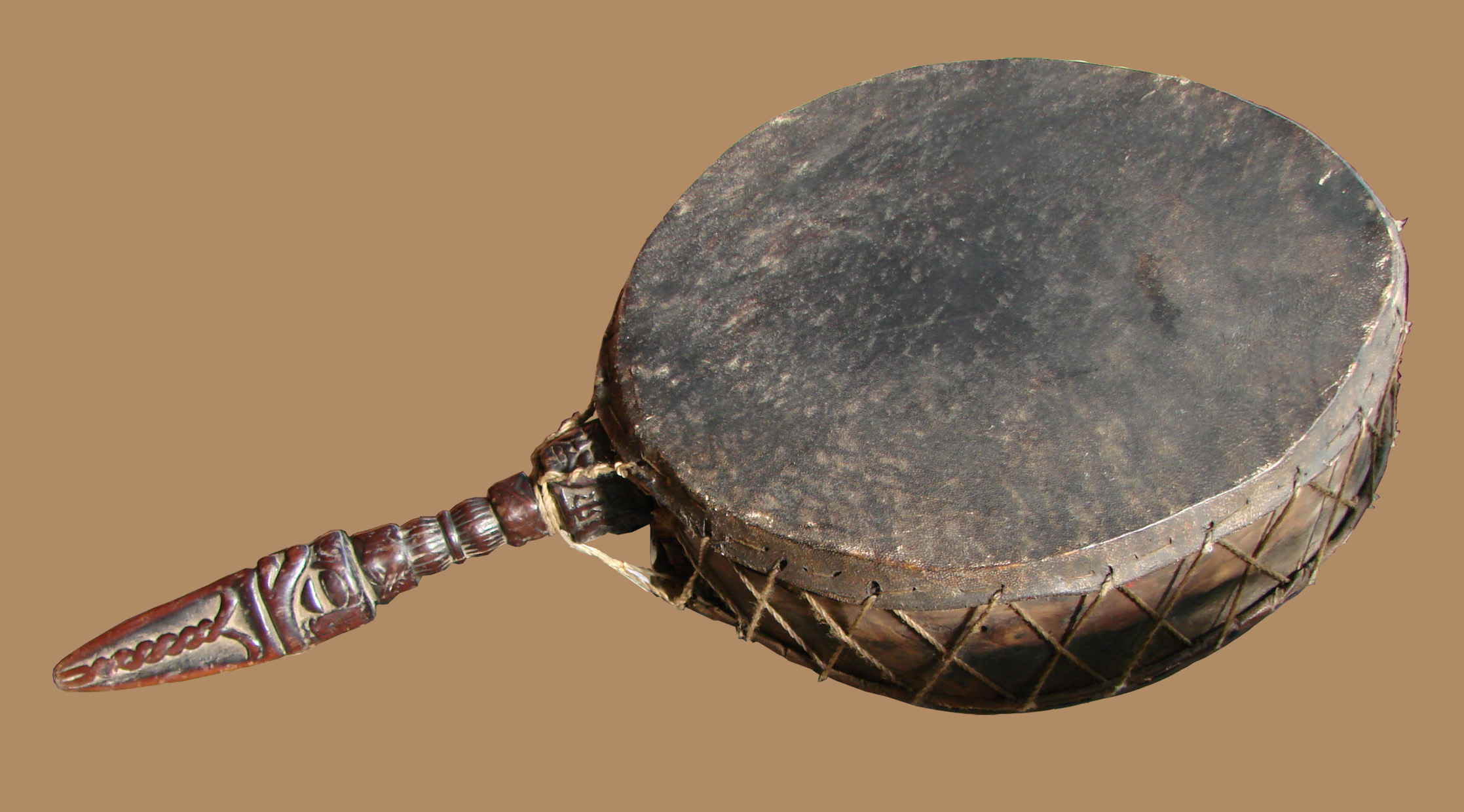
Tibetaanse tamboer

Tibetaanse muziek is muziek die afkomstig is van Tibetaanse artiesten in Tibet en de omringende Himalaya-regio, maar ook van Tibetaanse ballingen in onder meer India, Bhutan, Nepal. Tibet kent verschillende oorspronkelijke muziekinstrumenten, waaronder de dramyen, dungchen en de gyaling.

### Historisch

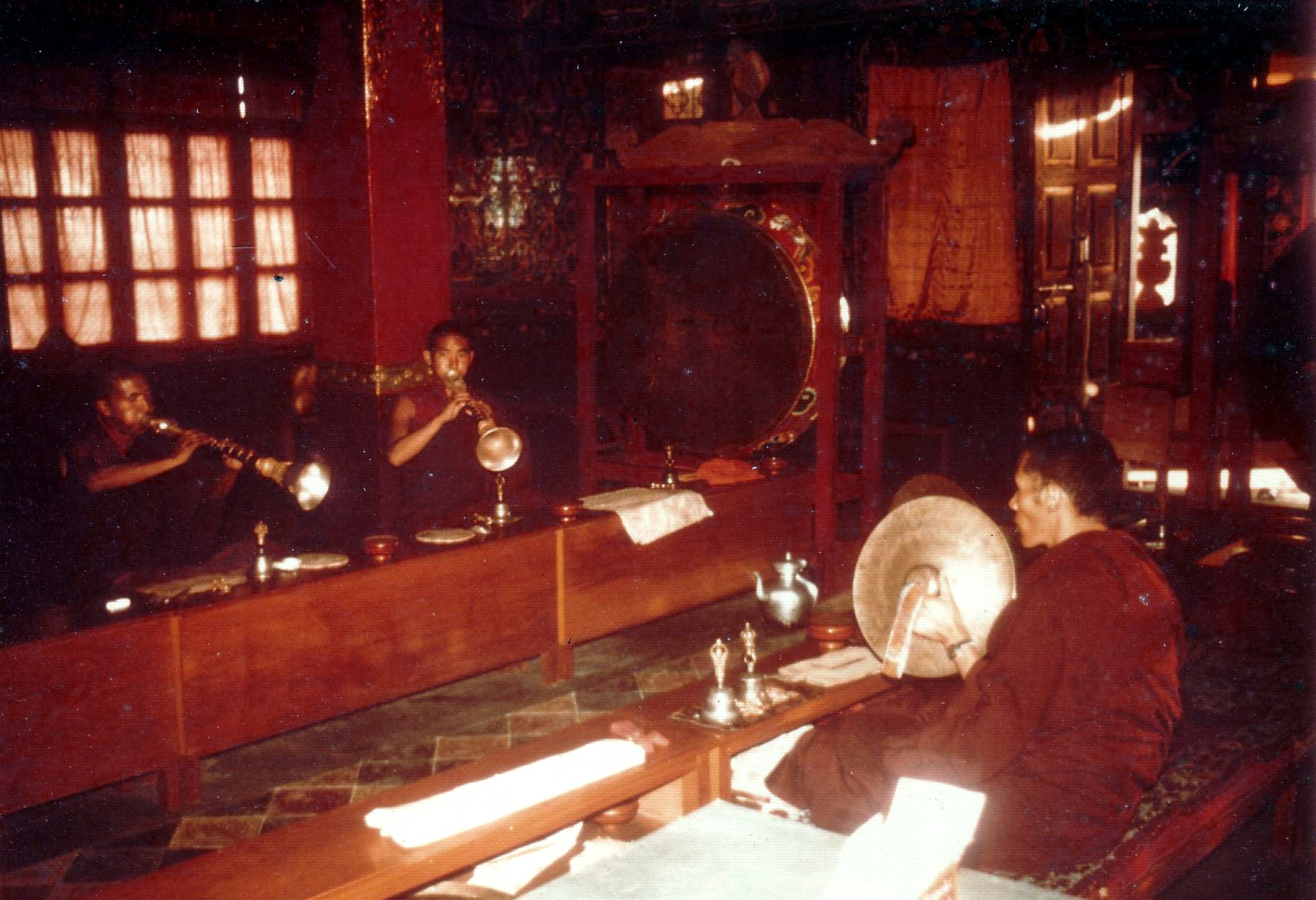
Tibetaanse monniken

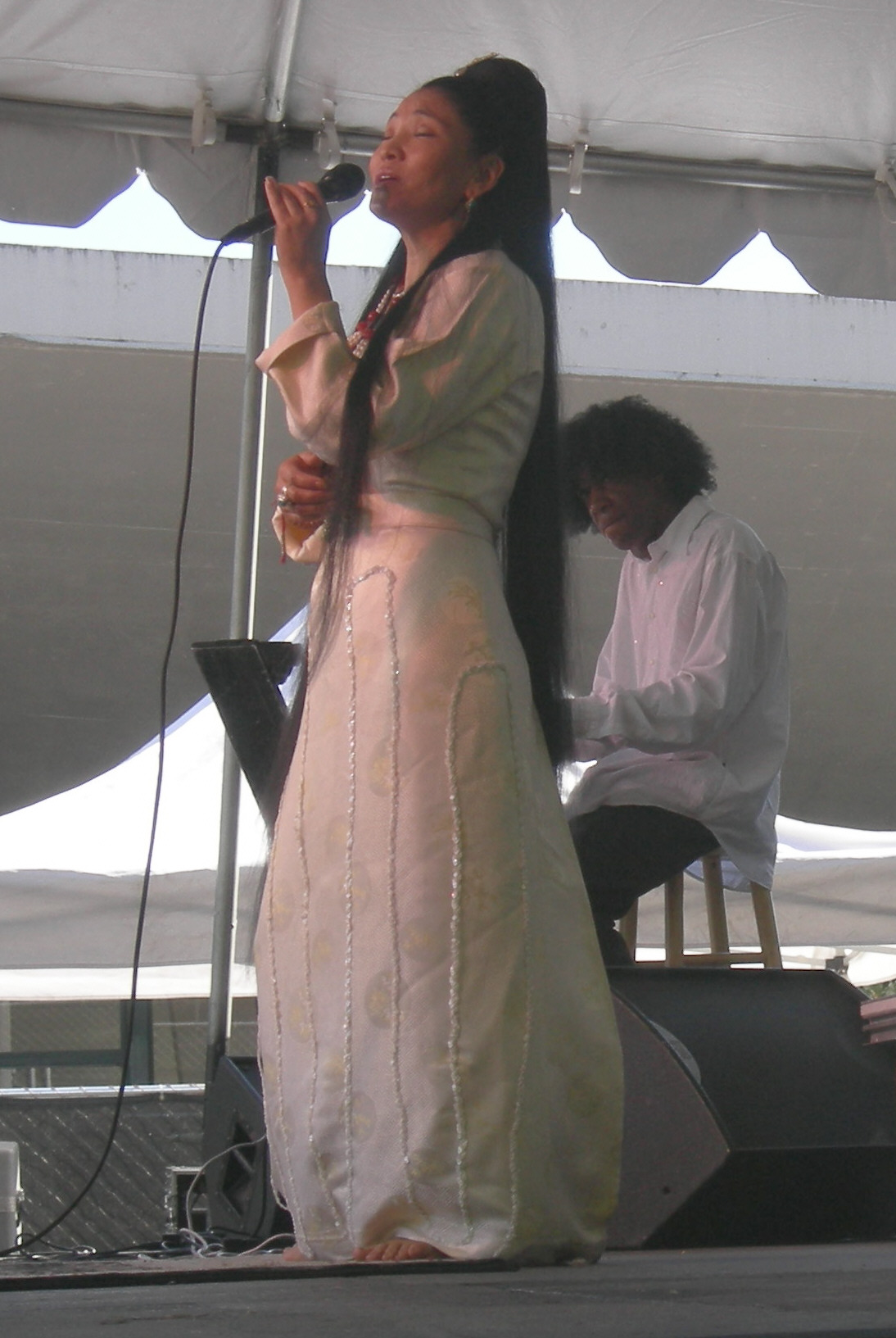
De Tibetaanse zangeres Yunchen Lhamo in Seattle

De Lama Maní-traditie - de vertelling van boeddhistische parabelen door middel van zang - dateert terug tot de 12e eeuw. De liederen werden uitgevoerd door wandelende verhalenvertellers die van dorp naar dorp reisden, puttend uit hun eigen, vaak bescheiden herkomst.
Tibetaanse straatliederen waren een traditionele vorm van expressie die vooral een populair middel waren voor politieke en ander commentaar, in een land waar vroeger geen kranten of andere vormen van massacommunicatie voorkwamen.
Een andere vorm van klassieke muziek die nog steeds bij speciale rituelen en ceremonies wordt opgevoerd is gar. Verder is de a capellastijl lu in zwang en zijn er epische troubadours die het beroemde Epos van koning Gesar voordragen.
Traditionele Tibetaanse muziek is in het algemeen sterk religieus getint. Er wordt vaak gechant in het Tibetaans in relatie tot het Tibetaans boeddhisme of bön. Deze chanten zijn complex en bestaan vaak uit recitaties van heilige teksten of in vieringen van verschillende festivals. Er bestaan verschillende stijlen, zoals yang-chant die wordt uitgevoerd zonder muziekmaat en wordt begeleid door drums en lage, aangehouden lettergrepen.
Tot andere stijlen behoren de gelugschool en de romantische muziek van de scholen nyingma, sakya en kagyü.

### Populair en modern
Tibetaanse muziek heeft een groot effect gehad op westerse muziek, in het bijzonder op new age. De eerste mengeling hiervan was Tibetan Bells, een release uit 1971 van Nancy Hennings en Henry Wolff. Verder hielp de soundtrack van Kundun van Philip Glass Tibetaanse muziek een betere bekendheid buiten Tibet te geven. Voor deze filmmuziek werd Glass in 1997 genomineerd voor een Academy Award.
Buitenlandse stijlen van popmuziek hebben in wisselwerking een grote impact gehad in de Tibetaanse populaire muziek. Het Indische ghazal en filmi zijn erg populair, net als rock-'n-roll die Tibetaanse muzikanten als Rangzen Shonu voortbracht.
Sinds de ontspanning van enkele wetten in de jaren 80, werd de Tibetaanse taal geïntroduceerd in rap door Tibetaanse artiesten als Yadong, Dadon (nu in de VS) en Jampa Tsering. Alan Dawazhuoma is de eerste en tegenwoordig nog enige Tibetaanse artiest die doorbreekt in het Japanse J-pop.

## Podiumkunsten

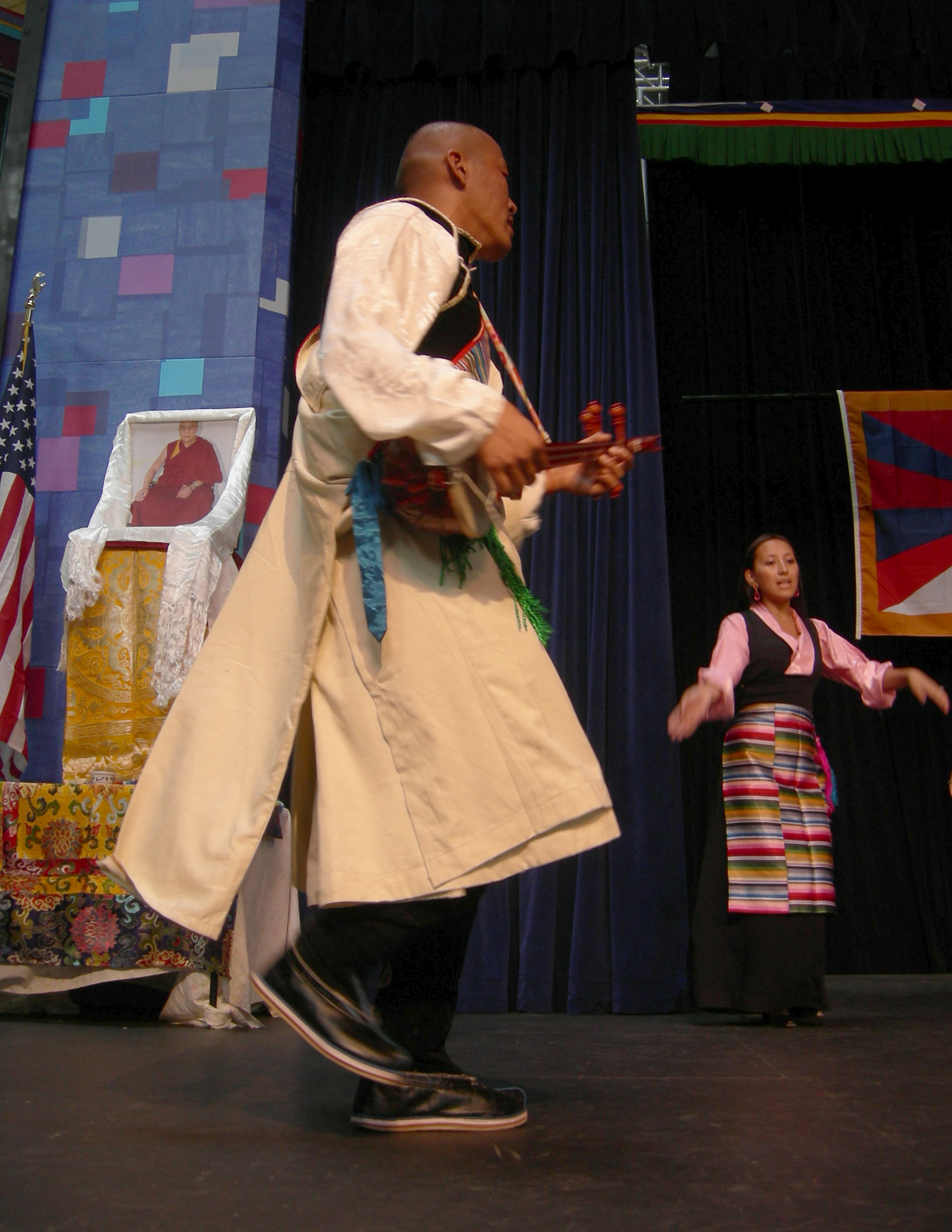
Tibetaanse dans- en muziekgroep in Seattle

Naast muziek wordt er op Tibetaanse podia voornamelijk toneel, en lhamo, de traditionele Tibetaanse operastijl.
Op Tibetaanse podia wordt toneel voornamelijk opgevoerd op een houten podium. Dans, chant en muziek wordt vaak opgevoerd in combinatie met gekleurde maskers, waarmee soms een karakter wordt uitgebeeld. Hierbij symboliseert de kleur rood een koning en geel een godheid of lama. Een optreden begint vaak met een zuivering en zegening van het podium. Een verteller zingt dan een samenvatting van een verhaal, waarna vervolgens het optreden begint. Een ander ritueel van zegening wordt uitgevoerd aan het eind van het optreden.
De Tibetaanse opera werd opgericht in de 14e eeuw door Thangtong Gyalpo, een lama en bruggenbouwer. Gyalpo rekruteerde zeven meisjes en organiseerde het eerste optreden om fondsen te werven om bruggen te bouwen die moesten zorgen voor betere verbindingen in het Tibet. De traditie zette zich voort en lhamo wordt nog steeds gehouden op feestelijke gebeurtenissen zoals het Linka en Shoton festival.
Buiten de Tibetaanse Autonome Regio worden de podiumkunsten en in het bijzonder de lhamo in stand gehouden door vooral het Tibetaans Instituut voor Podiumkunsten. Lhamo is een combinatie van dans, chant en dansmuziek zoals toeshey en nangma. Nangma is tegenwoordig nog steeds populair in karaokebars in Lhasa. Het instituut werd in verbanning opgericht door dalai lama Tenzin Gyatso, in McLeod Ganj, nabij Dharamsala, India in augustus 1959 en is gericht is op de bevordering en instandhouding van Tibetaanse podiumkunsten en Tibets artistieke nalatenschap.

## Festivals

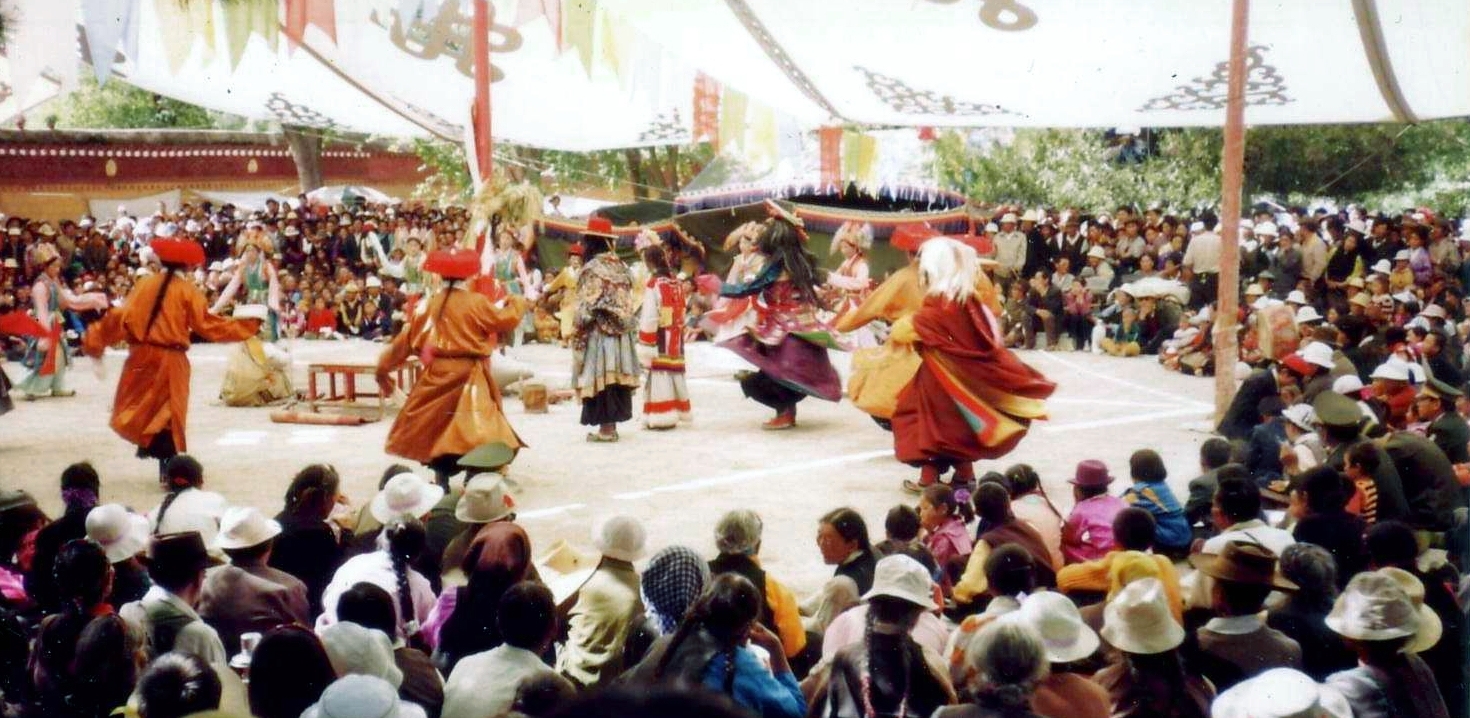
Yoghurtfestival

Festivals, zoals losar met Nieuwjaar, het jaarlijkse Yoghurtfestival in het Juweelpark van het Norbulingka-paleis in Lhasa of het badfestival in de rivieren met picknick zijn diep geworteld in de inheemse religieuze cultuur in Tibet, maar kent ook buitenlandse invloeden.
Elke Tibetaan neemt drie keer deel aan een badfestival: bij de geboorte, het huwelijk en bij de dood. Traditioneel wordt geloofd dat mensen niet terloops moeten baden, maar alleen tijdens belangrijke gebeurtenissen.
Tibetaanse festivals kennen een grote mate aan entertainment, waaronder veel sporten zoals jakraces.
Andere festivals in Tibet zijn het Boterkaarsfestival, Yoghurtfestival, Gouden Ster-festival, Lhabab Düchen, Dajyur en Mönlam.

## Kalender

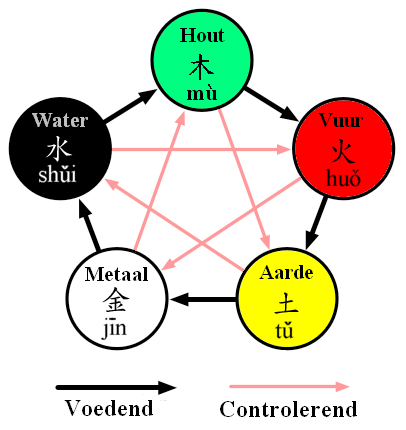
De twee cycli van het Vijf Fasenmodel uit de Chinese astrologie dat grote overeenkomsten heeft met de Tibetaanse astrologie

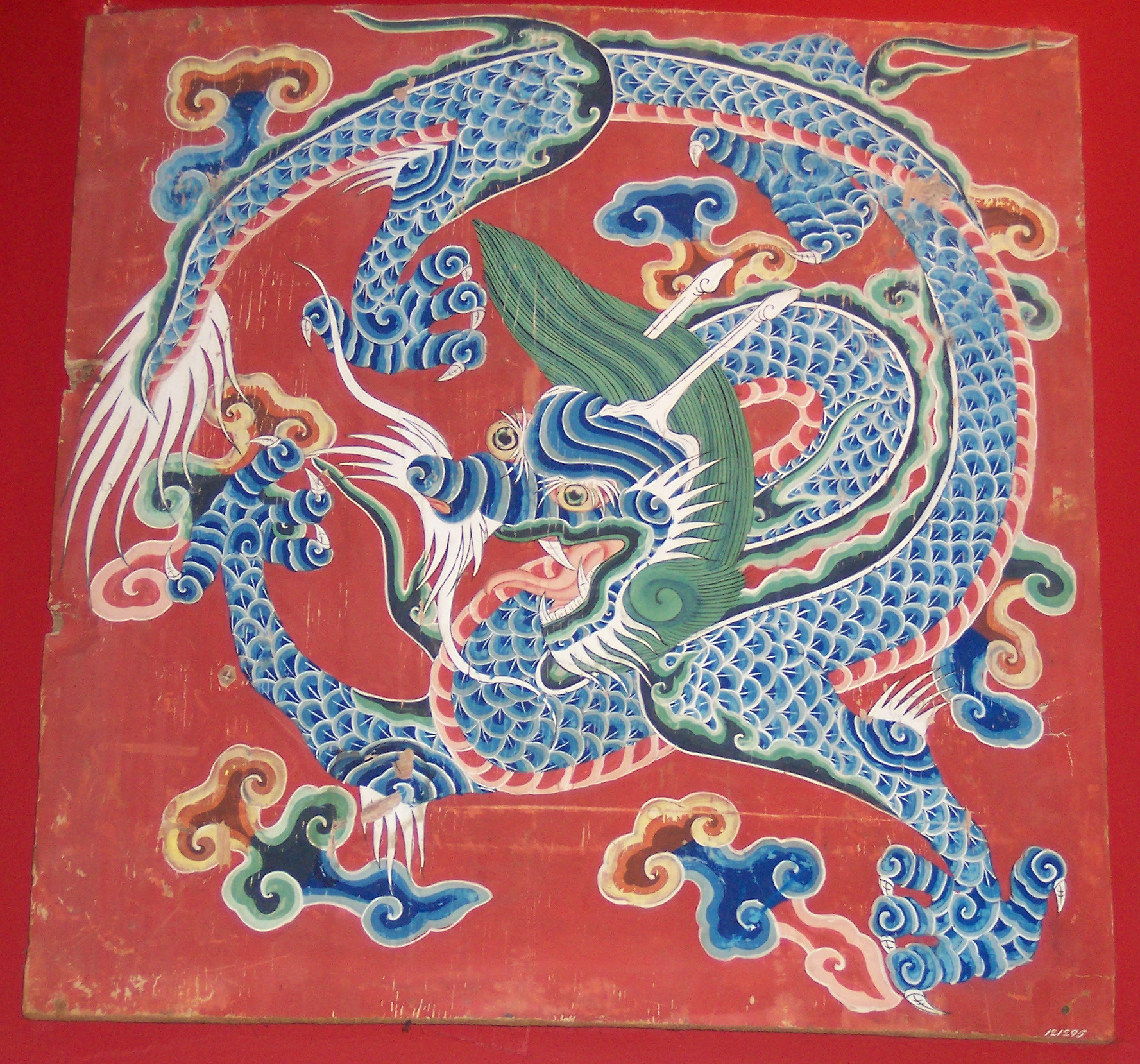
Draakschildering, Field Museum

De Tibetaanse kalender' is een lunisolaire kalender. Dat betekent dat een jaar bestaat uit 12 of 13 maanmaanden die elk beginnen en eindigen met nieuwe maan. Een dertiende maand wordt ongeveer elke drie jaar toegevoegd, zodat een gemiddeld Tibetaans jaar gelijk is aan een zonnejaar. Elk jaar wordt geassocieerd met een dier en een element, vergelijkbaar met de Chinese dierenriem. De dieren wisselen elkaar af in de volgende volgorde:
| Muis byi | Rund glang | Tijger stag | Haas yos | Draak 'brug | Slang sbrul | Paard rta | Schaap lug | Aap spre'u | Vogel bya | Hond khyi | Varken phag |
De elementen wisselen elkaar als volgt op:
| Vuur | Aarde | IJzer | Water | Hout |

Elk element is geassocieerd met twee opeenvolgende jaren, eerst in zijn mannelijke en dan in zijn vrouwelijk aspect. Het geslacht kan achterwege blijven wanneer het uit de aanduiding van het dier herleid kan worden.
| Jaar (Gregoriaans) | Jaar (Tibetaans) | Element | Dier   | Geslacht   |
| ------------------ | ---------------- | ------- | ------ | ---------- |
| 2008               | 2135             | Aarde   | Muis   | mannelijk  |
| 2009               | 2136             | Aarde   | Koe    | vrouwelijk |
| 2010               | 2137             | IJzer   | Tijger | mannelijk  |
| 2011               | 2138             | IJzer   | Haas   | vrouwelijk |

De dagen van de week zijn genoemd naar de hemellichamen. De namen van de objecten worden ook vaak gebruikt als voornamen, zoals Nyima (Zon) voor iemand die op zondag is geboren, Lhagpa ("Mercurius") voor iemand die op woensdag is geboren, enz.
| Dag       | Tibetaans (Wylie)           | Uitspraak  | Object    |
| --------- | --------------------------- | ---------- | --------- |
| Zondag    | གཟའ་ཉི་མ་ (gza' nyi ma)      | Sa nyi-ma  | Zon       |
| Maandag   | གཟའ་ཟླ་བ་ (gza' zla ba)      | Sa da-wa   | Maan      |
| Dinsdag   | གཟའ་མིག་དབར་ (gza' mig dmar) | Sa Mik-mar | Mars      |
| Woensdag  | གཟའ་ལྷག་པ་ (gza' lhak pa)    | Sa Lhak-ba | Mercurius |
| Donderdag | གཟའ་ཕུར་པུ་ (gza' phur bu)    | Sa Phur-bu | Jupiter   |
| Vrijdag   | གཟའ་པ་སངས་ (gza' pa sangs)  | Sa Ba-sang | Venus     |
| Zaterdag  | གཟའ་སྤེན་པ་ (gza' spen pa)    | Sa ben-ba  | Saturnus  |

### Nieuwjaar

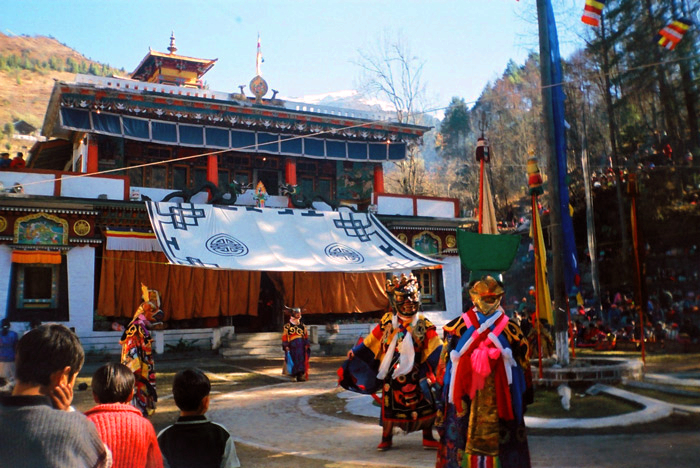
Gumpa-dans in Lachung (Sikkim) tijdens Losar

De Tibetaanse viering van het Nieuwjaar is losar. Voor de Tibetanen is dit de belangrijkste feestdag van het jaar. De viering van Losar bestond al in de voor-boeddhistische tijd in Tibet. Voorbereidende oefeningen met het lezen van teksten en meditatie beginnen gewoonlijk vijf dagen eerder. Losar valt niet gelijk aan Nieuwjaar in onze tijdrekening.
| Jaar (gregoriaanse kalender | Jaar (Tibetaanse kalender) | Datum Losar              |
| --------------------------- | -------------------------- | ------------------------ |
| 2008                        | 2135                       | 8 februari - 10 februari |
| 2009                        | 2136                       | 27 januari - 29 januari  |

## Literatuur

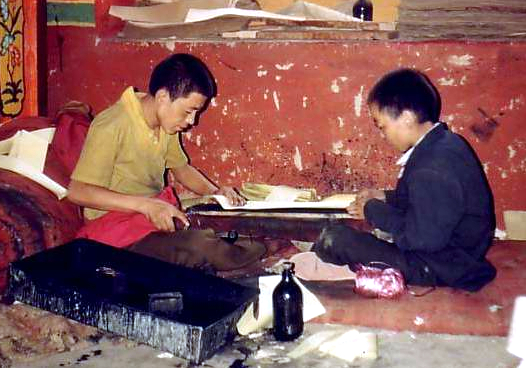
Monniken bezig met een blokdruk

## Sport

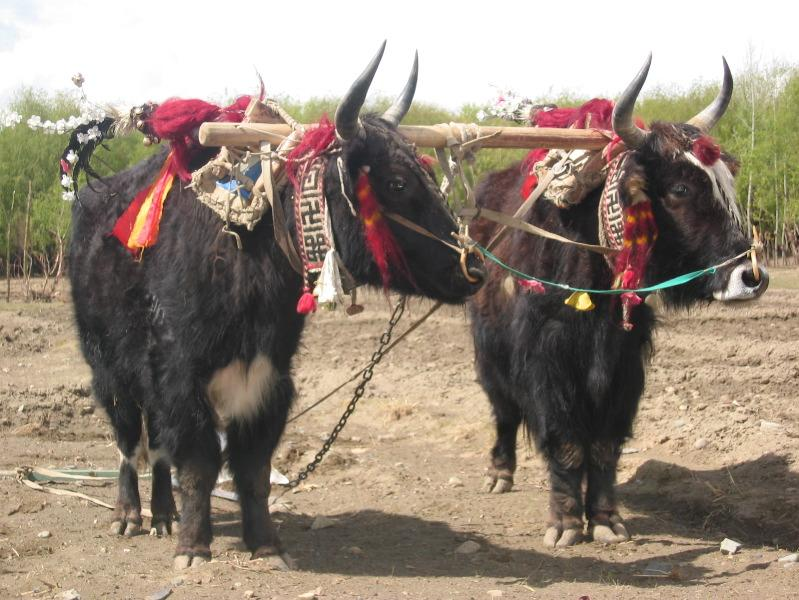
Jakrace is populair in Tibet

Sport is in Tibet traditioneel beperkt tot een aantal sporten, zoals paardenraces, polo, boogschieten, worstelen en jakraces. Verder zijn er van oudsher Tibetaanse krijgskunsten, als boabom, kateda, lama, tescao en qi dao. Begin 21e eeuw zijn ook andere sporten in populariteit toegenomen, waaronder basketbal, cricket, polo, atletiek en voetbal.
Jakraces worden die meestal uitgevoerd wordt tijdens traditionele festivals. Een competitiespeler klimt op de rug van een jak en rent ermee naar het andere eind van het raceparcours. Jaks kunnen snel rennen over korte afstanden. De winnaar krijgt gewoonlijk een khata (een traditionele Tibetaanse sjaal) en prijzengeld.
Sinds 1999 hebben de Tibetanen in ballingschap een nationaal voetbalelftal en een eigen voetbalbond, die niet erkend wordt door de FIFA. Bondscoach Kelsang Döndrub vond zijn voetballers vooral in de Indiase competities. In april 2008 maakte het elftal een tour door Europa, waarbij het ook enkele vriendschappelijke wedstrijden in Nederland speelde.

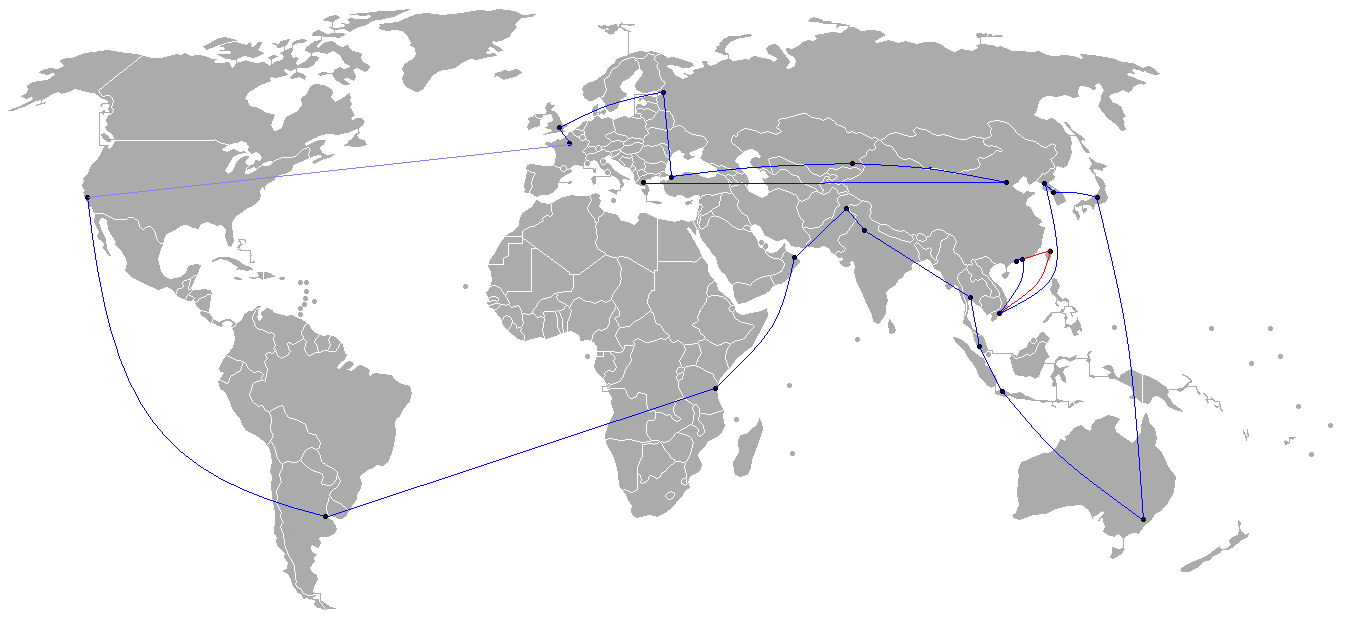
Route van de olympische fakkeltocht door onder andere Tibet

In 2008 is er veel om de situatie in Tibet te doen, in aanloop naar de Olympische Zomerspelen 2008 in Peking. Tibet speelt als onderdeel van China niet als natie mee. Tibetanen in ballingschap hadden hiervoor het Tibetaanse Olympisch Comité (TOC) opgericht. Eind 2007 daagde het TOC het Internationaal Olympisch Comité in het Zwitserse Lausanne voor de rechter om het Team Tibet - rond de dertig buiten Tibet wonende sporters - toe te laten tot de Spelen.
Daarnaast stuitte de fakkeltocht over de wereld met de olympische vlam op felle protesten wegens de schendingen van de mensenrechten in Tibet, dat dat jaar de Olympische Zomerspelen organiseert.

## Architectuur

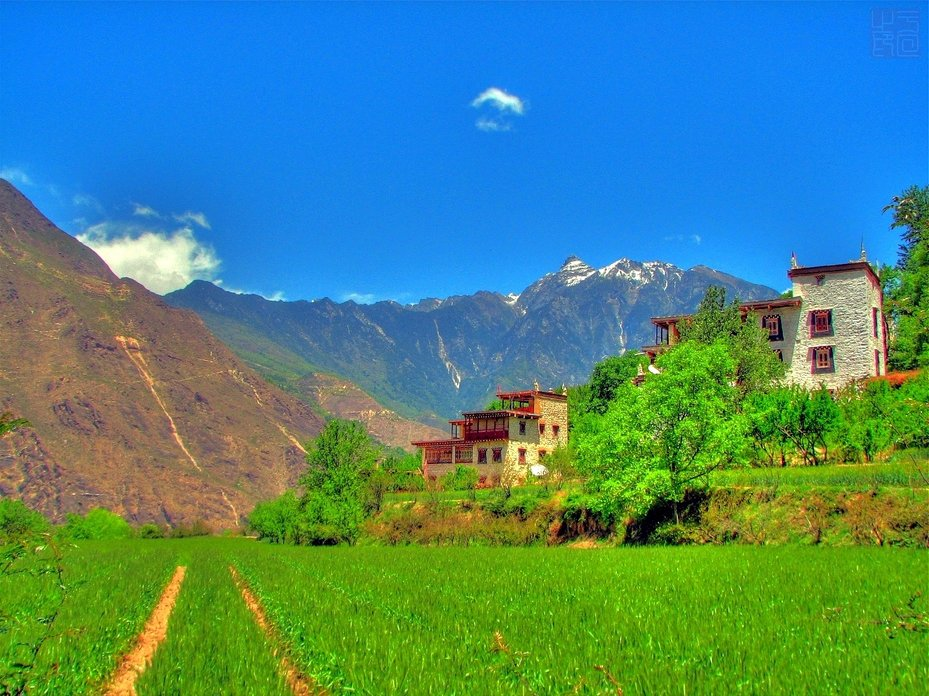
Garzê aan het einde van de lente

Architectuur in Tibet bevat Chinese, Indiase en Mongoolse invloeden en weerspiegelt een diep Tibetaans boeddhistische benadering. De boeddhistische gebedsmolen samen met twee herten of draken op bijna elke gompa in Tibet te vinden. Het ontwerp van de Tibetaanse chörten kan verschillen van rondachtige muren in Kham tot rechthoekige muren in Ladakh.
Een meest ongebruikelijke kenmerk dat in Tibetaanse architectuur te zien is, is dat veel van de huizen en kloosters zijn gebouwd op een verhoogde plaats aan de zonnezijde. Tibetaanse huizen zijn gebouwd uit een combinatie van stenen, hout, cement en aarde. Er is weinig brandstof beschikbaar voor verwarming en licht, zodat bij de bouw van daken rekening gehouden wordt met het binnenhouden van warmte en de vele ramen zorgen ervoor dat licht kan binnenkomen. Muren hellen gewoonlijk 10 graden naar binnen uit voorzorg tegen de geregeld voorkomende aardbevingen.
De traditionele architectuur in Kham, een van de drie oorspronkelijke provincies van Tibet, wordt teruggevonden in de meeste huizen in Kangding. Hoewel er een omvangrijke houtkap in het gebied heeft plaatsgevonden, wordt hout nu geïmporteerd en overvloedig gebruikt voor het bouwen van huizen. Horizontale balken ondersteunen het dak dat in zijn geheel wordt ondersteund door houten pijlers.

### Werelderfgoedlijst
|  | Het Potala-paleis was het winterpaleis van de dalai lama sinds de 7e eeuw. Het is 117 meter hoog en 360 meter breed en is gebouwd op de Marpori (rode berg) in het midden van de Lhasa-vallei op een hoogte van 3700 meter gebouwd. Het paleis laat duidelijk de centrale rol zien van het Tibetaans boeddhisme op het traditionele bestuur van Tibet. Het paleis kent duizend kamers verdeeld over dertien etages en toont binnen zijn muren de portretten van de dalai lama's uit het verleden en beelden van Boeddha. Het buitenste witte paleis diende als het bestuurlijke gebouw en de binnenste rode verblijven dienden als vergaderzaal van de lama's, kapellen, 10.000 schrijnen en een grote bibliotheek met boeddhistische geschriften. In 1994 (met uitbreiding in 2000 en 2001) werd het Potala-paleis uitgeroepen tot Werelderfgoed, samen met de eveneens 7e-eeuwse kloostertempel Jokhang en het 18e-eeuwse zomerpaleis van de dalai lama, Norbulingka. Het Potala-complex omvat de witte en rode paleizen met hun nevengebouwen. Norbulingka wordt volgens de Werelderfgoedlijst van UNESCO gekenmerkt als een meesterstuk van Tibetaanse kunst. |

### Religieuze architectuur

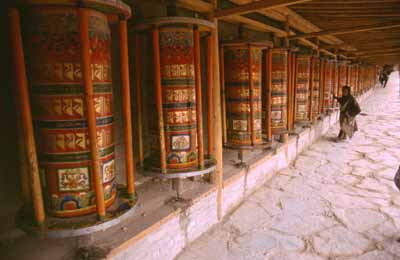
Gebedsmolens, Labrang, Amdo

De Chinese Culturele Revolutie vanaf 1966 leidde tot de achteruitgang en verlies van veel boeddhistische kloosters, zowel door opzettelijke vernietiging als door gebrek aan bescherming en onderhoud. Vanaf de jaren 80 zijn Tibetanen begonnen de kloosters te restaureren die de revolutie hebben overleefd. Dit gebeurt met internationale steun waarin experts Tibetanen leren hoe de restauratiewerkzaamheden moeten worden uitgevoerd.
Het Tashilhunpo-klooster dat in 1447 werd gebouwd, toont de invloed van Mongoolse architectuur. Thradrug is een van de oudste kloosters in Tibet en is gebouwd in de 7e eeuw gedurende de regering van koning Songtsen Gampo. Songtsen Gampo was verantwoordelijk voor meer architectuur in de regio, waaronder bijvoorbeeld de Jokhang-tempel. De eerste karmapa, Düsum Khyenpa, liet in 1159 het Tsurphu-klooster bouwen. Hij zou het later in 1189 tot zijn hoofdzetel maken en huisvesting bieden aan 1000 monniken.
Chokorgyel is een klooster dat werd gebouwd in 1509 door de tweede dalai lama Gendün Gyatso en ooit onderdak bood aan 500 monniken. Dit klooster werd geheel verwoest tijdens de Culturele Revolutie. Kloosters zoals Kumbum worden nog steeds aangetast door de Chinese politiek. Het Simbiling-klooster werd geheel met de grond gelijkgemaakt in 1967, hoewel het erna tot een bepaalde mate is herbouwd.

## Kleding
|  | De keuze voor kleding in Tibet is relatief conservatief. Hoewel er wel steeds meer wordt overgegaan op westerse kleding, blijven Tibetanen in het algemeen hun aan hun oorspronkelijke kledingstijl vasthouden. Vrouwen dragen donkere wikkeljurken over een blouse en een kleurige, gestreepte, geweven wollen schort, waarmee ze aangeven dat ze getrouwd zijn. Zowel mannen als vrouwen dragen lange mouwen, ook wanneer het warm is in de zomermaanden. Een chuba is een lange schapenvacht van dikke Tibetaanse scheerwol, die wordt gedragen door de nomadische volken die op grote hoogte leven in het koude gebergte van het Tibetaans Hoogland. Een Tibetaanse plaid of deken, wordt eveneens gemaakt van zuivere scheerwol. De plaid treft men veel aan in Tibet en is een traditionele vorm van toegepaste kunst. Tibetanen gebruiken de plaids voor zeer veel verschillende huiselijke toepassingen, van jassen, wand- en vloerbedekking tot zadels. Een khata is een sjaal en dient als veelzijdig geschenk. Het symboliseert goede wil, geluk en compassie. Het is meestal gemaakt van zijde en de kleur wit symboliseert een puur hart van de gever. |

## Keuken

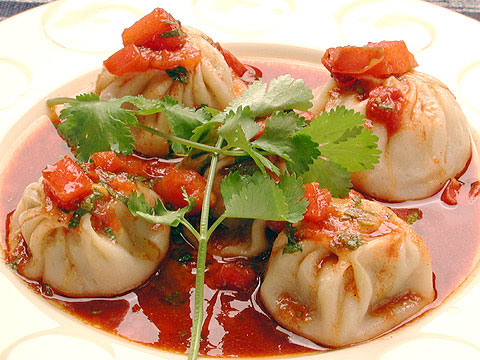
Momo's, een Tibetaanse pasta

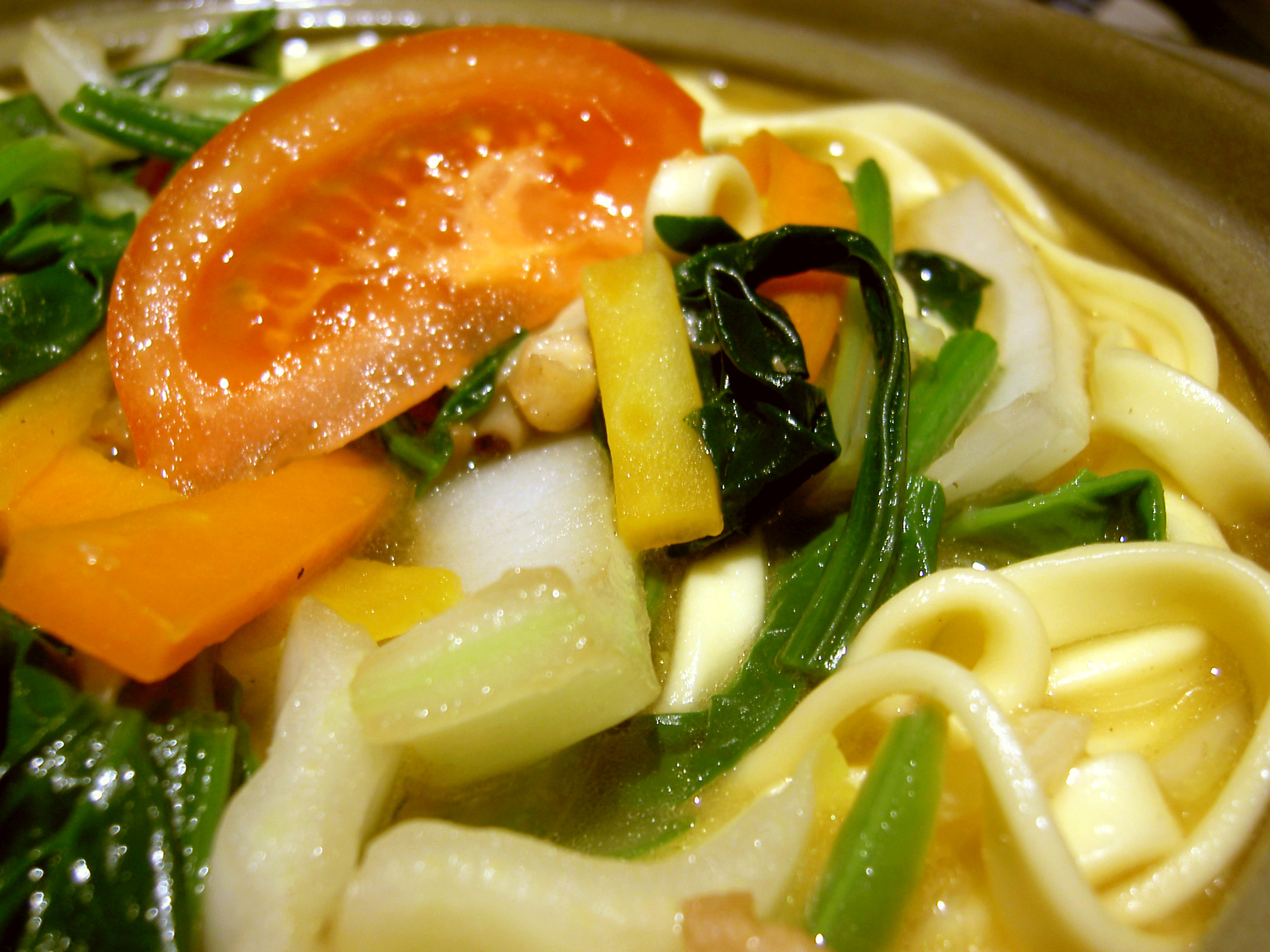
Thukpa, een pastasoep

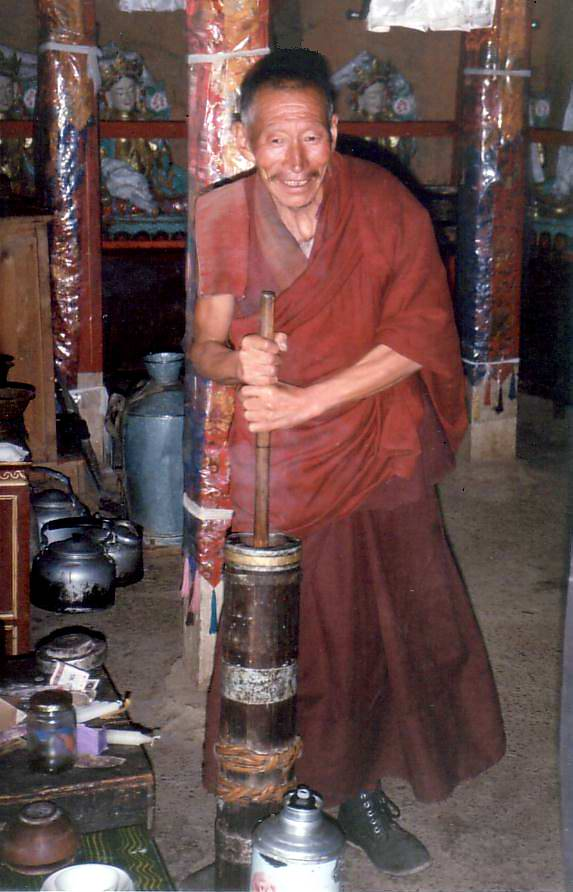
Karnende Tibetaanse monnik

De Tibetaanse keuken heeft veel overeenkomsten met de kookstijlen uit de directe omgeving, zoals Nepal en Bhutan, maar er zijn ook verschillen, onder andere omdat er slechts weinig gewassen groeien op de hoogte waarop Tibet zich bevindt. Daarnaast heeft ook het gure klimaat invloed op de gewassen die er groeien. Rijst groeit wel in dit gebied.

### Gerechten
Het belangrijkste gewas is gerst. Tsampa is het deeg dat van gerst gemaakt wordt en is het basisvoedsel van Tibet. Het geroosterde tsampa-deeg is de eenvoudigste Tibetaanse maaltijd die niet alleen als reisproviand maar ook als ontbijt of als tussenmaaltijd gegeten wordt. Afhankelijk van de voorkeur, wordt van tsampa een deegkogel gevormd of als brij gegeten. Tsampa wordt ook wel opgerold tot pasta of er worden gekookte op ravioli gelijkende meelballetjes van gemaakt die momo's heten. Ze gaan vaak samen met een vleesjus of gefrituurd als kothay.
Het meest frequent op het menu staat jakvlees, yoghurt, boter en kaas. Balep korkun is een plat brood uit Centraal-Tibet dat meestal niet in een oven maar in een pannetje wordt bereid. Een ander gerecht is thenthuk, een soep tijdens koud weer die gemaakt wordt met pasta en verschillende groenten.
Vleesgerechten bestaan meestal uit vlees van de jak, dzo, geit of het schaap. Meestal wordt het vlees gedroogd of gekookt in een kruidige stoofpot met aardappelen. Er vindt teelt van mosterdzaad plaats in Tibet waardoor het een belangrijk onderdeel uitmaakt van de Tibetaanse keuken.

### Dranken
De meeste Tibetanen drinken dagelijks veel boterthee. Tibetanen voegen zout toe aan hun thee en niet suiker, maar daarnaast drinkt men de thee ook zelden zonder boter erin. Het zout in de thee is van nut om aan het vochtigheidsbehoefte van het lichaam in de gure klimaatomstandigheden tegemoet te komen. Verder kent Tibet de Indische Chai-thee, Thara, een yoghurtshake met bruine suiker, frisdrank en karnemelk. Een andere thee die veel in Tibet gedronken wordt, vooral in de steden en door nomaden die veeteelt in Tibet bedrijven, is melkthee.
Verder kent Tibet de Indische Chai-thee, Thara, een yoghurtshake met bruine suiker, frisdrank en karnemelk.
Alcoholische dranken die in Tibet worden gedronken, zijn bijvoorbeeld pinjopo en raksi, twee rijstwijnen, en chaang, een bier dat gemaakt is van gerst. Maar ook bier van gierst komt voor.

### Kaas
Tibet kent verschillende kazen die van karnemelk (dara) worden gemaakt. Deze wordt vijf minuten verhit en daarna afgekoeld tot 20 °C of minder. De karnemelk is dan veranderd in wei en zachte wrongel, die de zachte kaas chura loenpa is. Het is tevens het basisproduct voor de gedroogde kaas chura kampo
Een extra harde kaassoort is chhurpi die wordt gemaakt van gebonden yoghurt. Andere soorten kaas, zoals shosha of churul hebben een aroma die overeenkomt met Limburgse kaas. Deze twee kaassoorten zijn gemaakt van room en malai.